# Абсурдизм

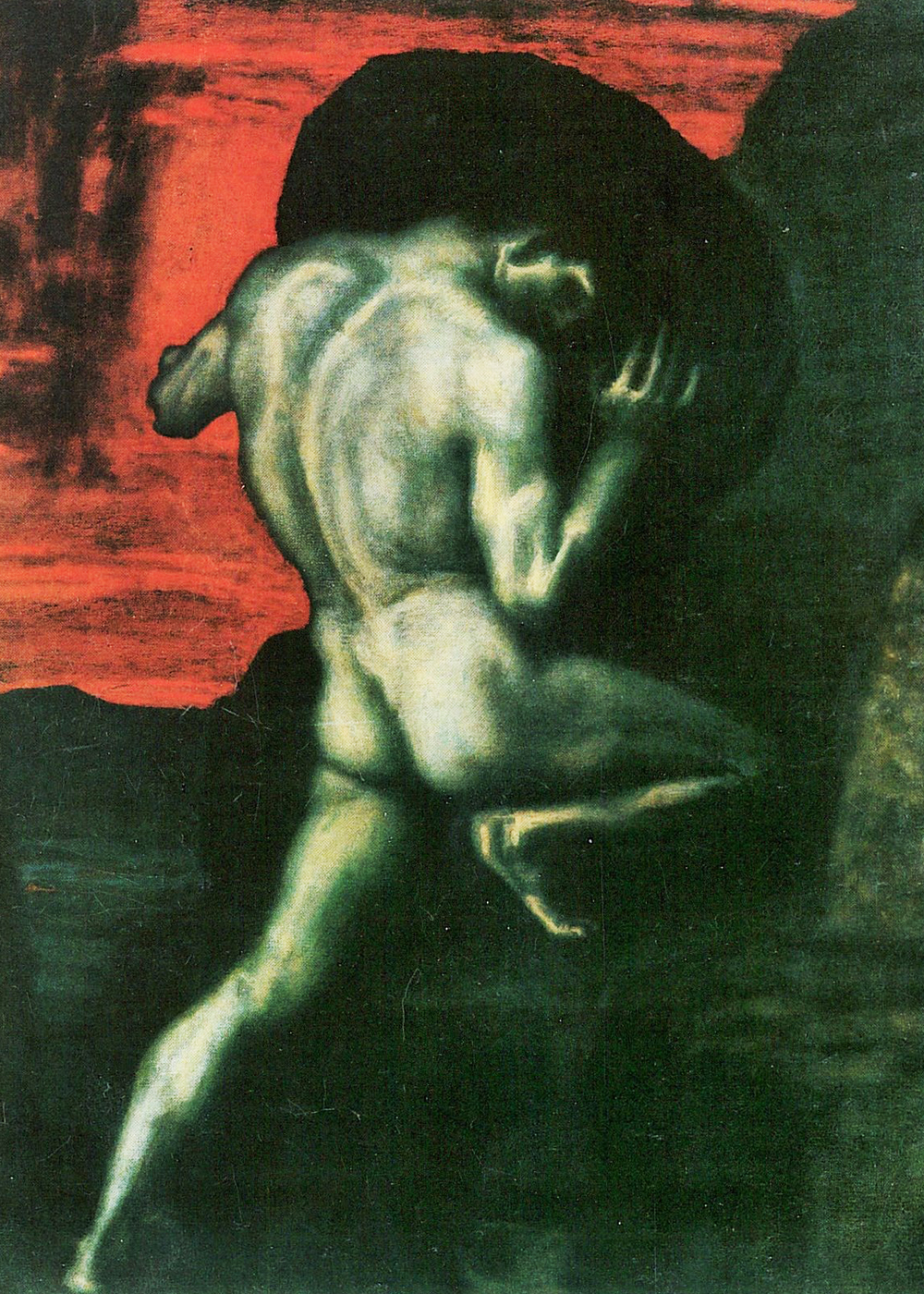
Сизиф — символ абсурдности человеческого существования. Картина Франца фон Штука

Абсурдизм (также известный как «философия абсурда») — система философских взглядов, развившаяся из экзистенциализма, в рамках которой утверждается отсутствие смысла человеческого бытия (абсурдность человеческого существования).

## История и предпосылки возникновения
Как мировоззренческая теория абсурдизм является частью философии экзистенциализма и через него, очевидно, имеет своими корнями воззрения датского философа XIX века Сёрена Кьеркегора. Как стройная философская концепция абсурдизм получил своё развитие в программной работе Альбера Камю «Миф о Сизифе», опиравшегося на идеи Шестова, Бердяева, Гуссерля, Достоевского, Ницше и Кьеркегора.
Предпосылками для возникновения философии абсурда стали мировые войны XX столетия, в которых страдания и гибель людей, а также социальная неустроенность общества послужили почвой для развития и распространения идей экзистенциализма как, в первую очередь, гуманистического движения. На волне повышенного интереса к работам вошедших в моду Сартра и Камю в первой половине XX века началась популяризация идей философии абсурда.
Лучшим доказательством ничтожества жизни являются примеры, приводимые в доказательство её величия.

### Кьеркегор

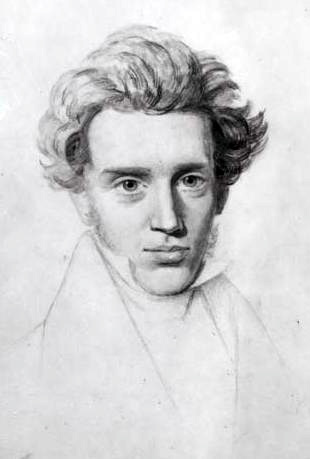
Сёрен Кьеркегор

Теорию абсурда Кьеркегор выводит в нескольких своих работах, однако основной в этом смысле считается его труд «Страх и трепет», в котором, выступая с позиции критика современного ему упрощённого, выхолощенного подхода к христианству, Кьеркегор приводит библейский сюжет о жертвоприношении Авраама и на этом примере поясняет абсурдность (с точки зрения вышеупомянутого упрощённого понимания) человеческого бытия, как основанного на его несвободе. Вера библейского патриарха представляется Кьеркегору парадоксом, «который способен превратить убийство в священное и богоугодное деяние, парадоксом, который вновь возвращает Исаака Аврааму, парадоксом, который не подвластен никакому мышлению…»:
Я не способен к духовному акту веры, не могу, закрыв глаза, слепо ринуться в абсурд; для меня это невозможно, но я не хвалюсь этим.
Относясь к религии критически, Кьеркегор, однако, не умалял значения религиозной веры. Напротив, он подчёркивал, что вера трансцендентна, не поддаётся логическому обоснованию и потому абсурдна, но она действенна: «Авраам верил в силу абсурда, потому что всяким человеческим соображениям давно настал конец, — писал он. — <…> Нет ничего более тонкого и замечательного, нежели диалектика веры, обладающая силой душевного взмаха, о которой я могу иметь лишь представление, но не больше».

### Лев Шестов

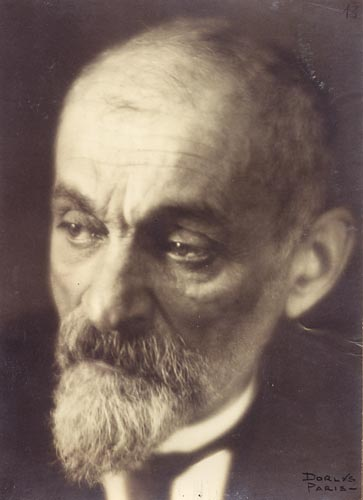
Л. И. Шестов

В работах Льва Шестова получила своё развитие критика устоявшихся в обществе норм морали и нравственности, парадигмы человеческого существования. В частности, в работе «Шекспир и его критик Брандес» Шестов, подобно Кьеркегору, на примере героев шекспировских трагедий («Макбет», «Отелло») пытается показать несостоятельность нравственного закона, универсальных нравственных норм. Здесь Шестов в числе прочего показывает тип человека-бунтаря, которому нечего более терять, кроме своей жизни, и именно поэтому он готов ещё побороться. Этот дух бунтарства затем нашёл своё достойное отражение в творчестве Камю.

### Альбер Камю
Хотя понятие абсурд пропитывает все произведения Камю, «Миф о Сизифе» является его главной работой по этой теме. В «Мифе о Сизифе», Камю рассматривает абсурд как конфронтацию, противостояние, конфликт или «развод» между двумя идеалами. То есть он определяет человеческое существование как абсурд, как конфронтацию между человеческим желанием значимости, осмысленности, ясности и безмолвной холодностью Вселенной или Бога (для теистов). Далее он говорит, что существуют особые человеческие переживания, которые пробуждают понятия абсурдности. Такое осознание или столкновение с абсурдом ставит человека перед выбором: самоубийство, прыжок веры или принятие.
Есть лишь одна по-настоящему серьёзная философская проблема — проблема самоубийства. Решить, стоит или не стоит жизнь того, чтобы её прожить,- значит ответить на фундаментальный вопрос философии.
Для Камю, самоубийство — это «признание» того, что жизнь просто не стоит того, чтобы жить. Это выбор, который неявно объявляет, что жизнь — это «слишком много». Самоубийство предлагает наиболее базовый «выход» из абсурдности, немедленное прекращение себя и своего места во вселенной. С другой стороны, столкновение с абсурдом может вызвать нелогичный «прыжок веры», термин также используемый Кьеркегором, когда некто, отрицая абсурдность и правду Вселенной, её бессмысленность, взамен обращается к комфорту догмы (обычно религиозной доктрине) как к пути примирения со своим абсурдным существованием. Камю рассматривает прыжок веры как интеллектуальную леность, убежище в обмане, отступление от правды и свободы человека. Наконец, человек может избрать принятие своего собственного абсурдного существования.
Я знаю о возможности сделки: можно жить в своё время и верить в вечное. Это называется «принимать». Но я питаю отвращение к сделкам, я требую: всё или ничего.
По Камю, человеческая свобода и возможность придать жизни смысл лежит в подтверждении и принятии абсурдности. Если абсурдный опыт — это настоящее осознание того, что Вселенная в своей основе свободна от абсолютов, тогда мы как личности по-настоящему свободны. «Жить, не уповая», как он это называет, это философское движение, которое начинается, чтобы определить абсолюты и универсалы субъективно, а не объективно. Свобода человека, таким образом, признаётся в естественной человеческой способности и возможности создать свой собственный смысл и предназначение, сделать свой выбор. Личность становится наиболее ценным элементом бытия, так как она представляет собой набор уникальных идеалов и может быть охарактеризована как целая вселенная сама по себе.

## Смысл жизни
Согласно абсурдизму, люди на протяжении всей своей истории предпринимали попытки найти смысл жизни. Для одних этот поиск шёл одним из двух традиционных путей, следуя по которым человек приходил:
- либо к заключению, что жизнь бессмысленна, и всё что мы имеем — это «здесь и сейчас»;
- либо к ощущению пустоты, к ощущению, что все заранее предопределено и предрешено некими высшими силами.

Часто этим ощущением являлась вера в Бога или, в общем смысле, приверженность к религии. Однако в последнем случае невозможно избежать вопроса о том, каково же предназначение самого Бога. Кьеркегор утверждал, что не существует познаваемого человеком предназначения Бога, что, в свою очередь, делает веру в Бога абсурдом.
Для некоторых окончательным ответом на вопрос о смысле жизни является самоубийство. Когда человек приходит к убеждению о том, что его существование лишено какого-либо смысла, то самоубийство для него становится средством быстрого достижения предельной стадии своей судьбы. Альбер Камю в «Мифе о Сизифе» доносит мысль о том, что самоубийство — это не решение, так как, если жизнь абсурдна, то ещё большим абсурдом будет противодействовать этому абсурду. Вместо этого следует постараться «вписаться» в эту абсурдную жизнь и примириться с тем фактом, что мы живём в мире без предназначения. Люди могут сами создавать смысл своей собственной жизни, который может и не быть объективным смыслом жизни, но всё же давать что-то, за что можно бороться.
Однако он настаивал, что человек всегда должен поддерживать ироничную дистанцию между этим изобретённым смыслом и знанием об абсурде, чтобы этот выдуманный смысл не занял место абсурда. Камю выдвинул идею «принятия без смирения» и вопрос о том, может ли человек «жить не уповая», но лишь выражая «осознанный протест» против избегания абсурдности в мире. В мире, лишённом высшего смысла или судейской загробной жизни, человек становится абсолютно свободным. Именно через эту свободу человек может действовать либо как мистик (через обращение к некой сверхъестественной силе), либо как «герой абсурда» (через протест против такой надежды). C этого момента отказ «героя абсурда» от надежды становится его исключительной способностью жить в настоящем со страстью.

## Критика
Логотерапия, часто называемая «третьей Венской школой психотерапии», может быть классифицирована как протест против абсурдизма. Логотерапия сохраняет многие экзистенциальные выводы, такие как, например, неотъемлемая ответственность человечества за смысл своего существования. Приверженцы этой школы мысли видели реальное предназначение человека в его способности находить смысл в неопределённом мире. Это положение отвергает утверждение Камю о том, что смыслы, придуманные человеком, никогда не заслонят абсурдности бытия.